# Porcelanit
Porcelanit, někdy nazývaný porcelánový jaspis, je hornina vzniklá tepelnou přeměnou jílovitých břidlic a slínitých hornin. V přírodě vzniká na místech, kde se jíl dostane do styku se žhavým magmatem, nebo vypálením zemním požárem (např. při vyhoření uhelných slojí). Jedná se v podstatě o přírodní keramiku, ve které převažuje oxid křemičitý. Dále obsahuje oxidy hliníku, vápníku, železa a hořčíku. Jeho barva je červená, hnědočervená, hnědá, namodrale šedá, oranžová a žlutá. Má matný skelný lesk, skoro až voskový, a jeho tvrdost je 6,5–7,0. Jedná se o horninu kontaktní metamorfózy. Vyskytuje se např. v Medlovickém lomu na Uherskohradišťsku, v Kutné Hoře nebo na ostravské haldě Ema.

## Erdbrand
Erdbrand je název používaný na Mostecku pro porcelanit vzniklý z nadložních jílů působením požáru uhelných slojí. Název pochází z němčiny, kde výraz „Erdbrand“ znamená obecně zemní požár. Pro snadnou těžbu a dobré mechanické vlastnosti byl bohatě využíván ve druhé polovině 20. století jako materiál na zpevňování cest.

## Porcelanity z Bučníku
Porcelanity jsou nejvýznamnějšími moravskými horninami, jež se využívají jako drahé kameny. Jejich nejvýznamnějšími nalezišti jsou Bystřice pod Lopeníkem, Komňa, Krhov, Nezdenice, Ordějov, Starý Hrozenkov, Suchá Loz a Záhorovice. Byly nalezeny také pod zámkem Nový Světlov v Bojkovicích. Z nich nejvýznamnější je Komňa, poblíž ní byl na kopci Bučník založen a v roce 1951 otevřen lom.
V lomu na kopci Bučník jsou těženy čerstvé, pevné, velmi jemnozrnné porcelanity s příznivou kusovitostí. Vyznačují se šedým, šedozeleným, olivově zeleným, čokoládově hnědým, okrově žlutým, nafialovělým až černým zbarvením.
Mimořádně vysoký lesk dává porcelanitům pro účely šperkařství nově vyvinutá technologie broušení. Díky němu se zařadily mezi nejprodávanější drahé kameny Moravy a Slezska. Nejžádanějším z nich je moravský mechovec. Jeho dendrity zřejmě tvoří melnikovit.

## Základní typy porcelanitů podle textury
Podle textury lze rozlišit následující typy porcelanitu:
- celistvý (homogenní)
- páskovaný (laminární)
- šmouhovaný
- brekciovitý
- pizolitický
- žilkovaný
- dendritický (moravský mechovec)[1]

## Fotogalerie

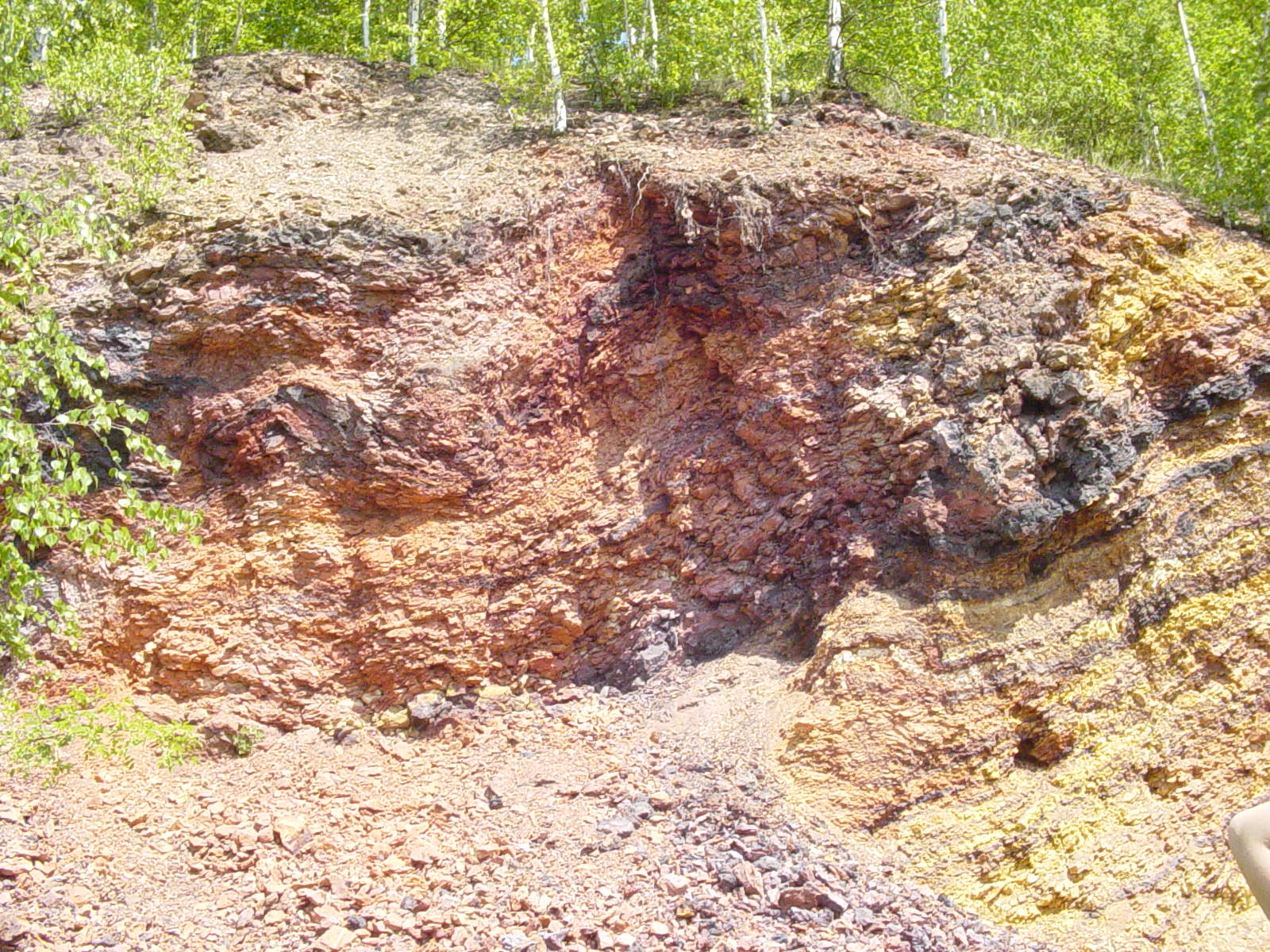
Bývalý porcelanitový lom u Dobrčic v okrese Most
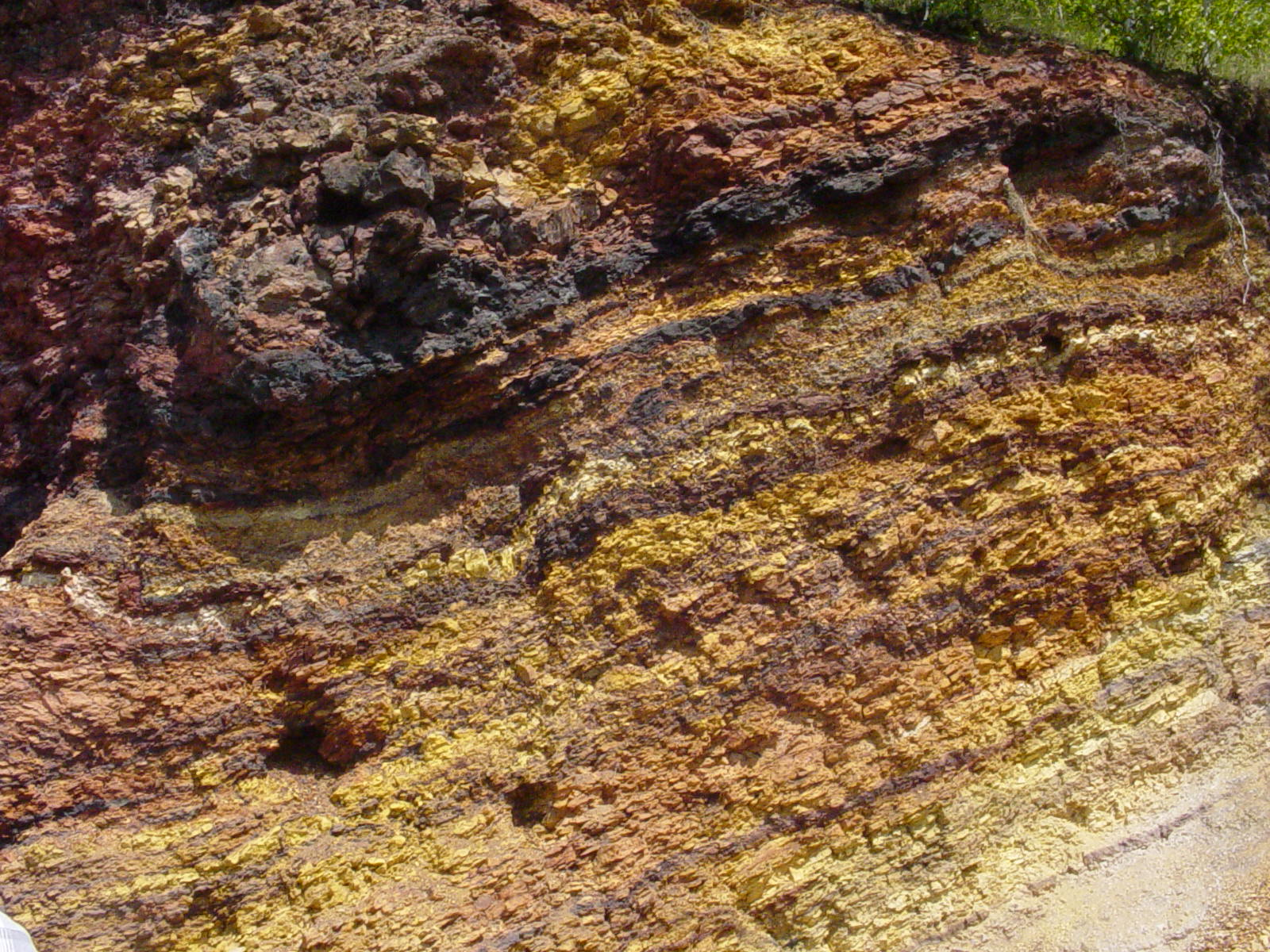
Bývalý porcelanitový lom na Mostecku – detail
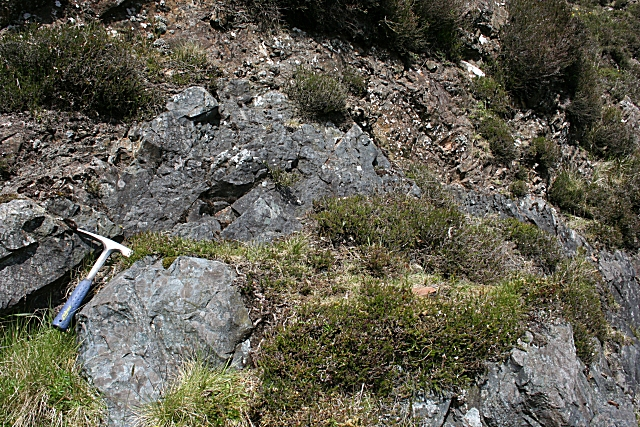
Výchozy porcelanitu na vrchu Tievebulliagh v Severním Irsku
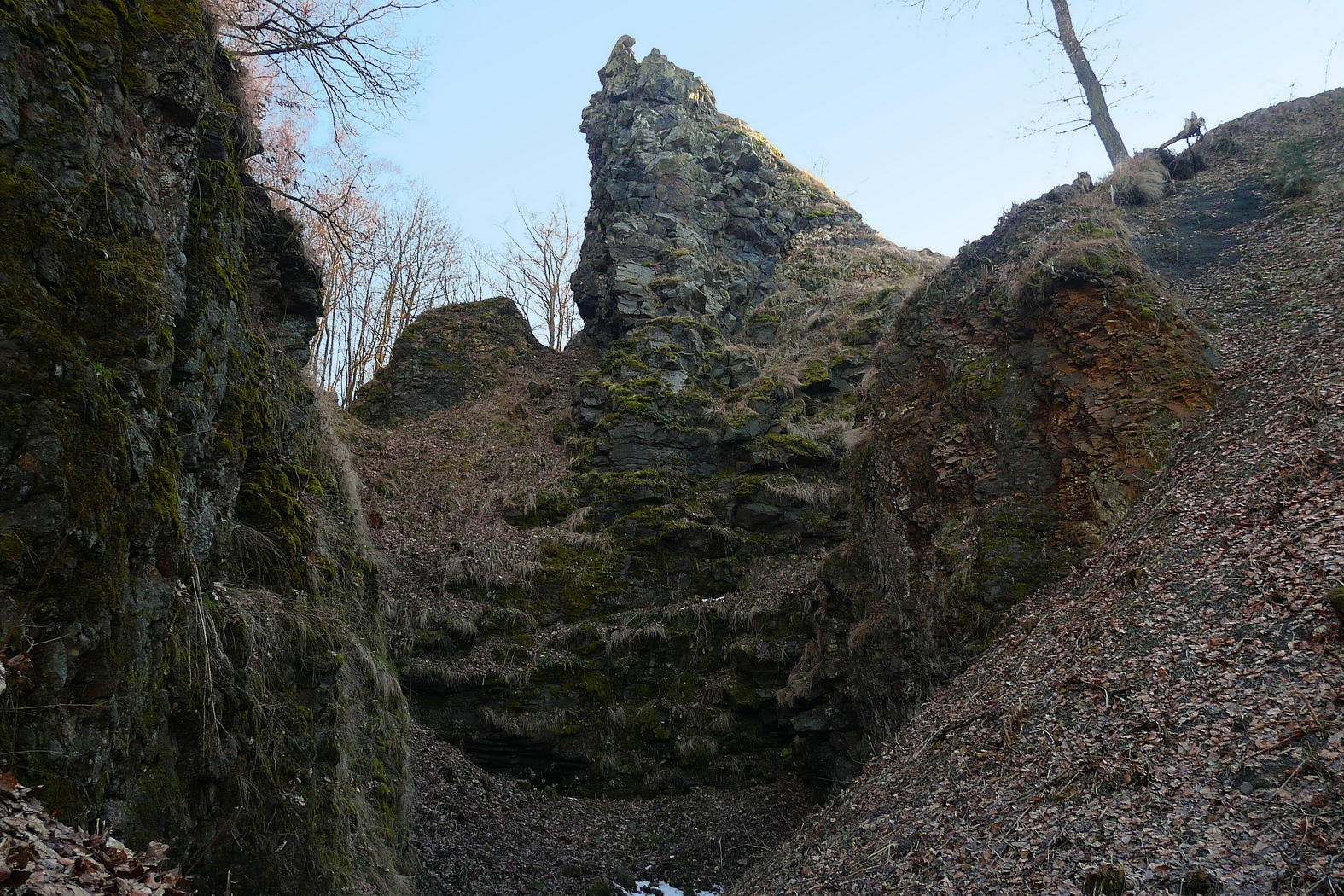
Místo výskytu porcelanitu na vrchu Káčově na Mladoboleslavsku
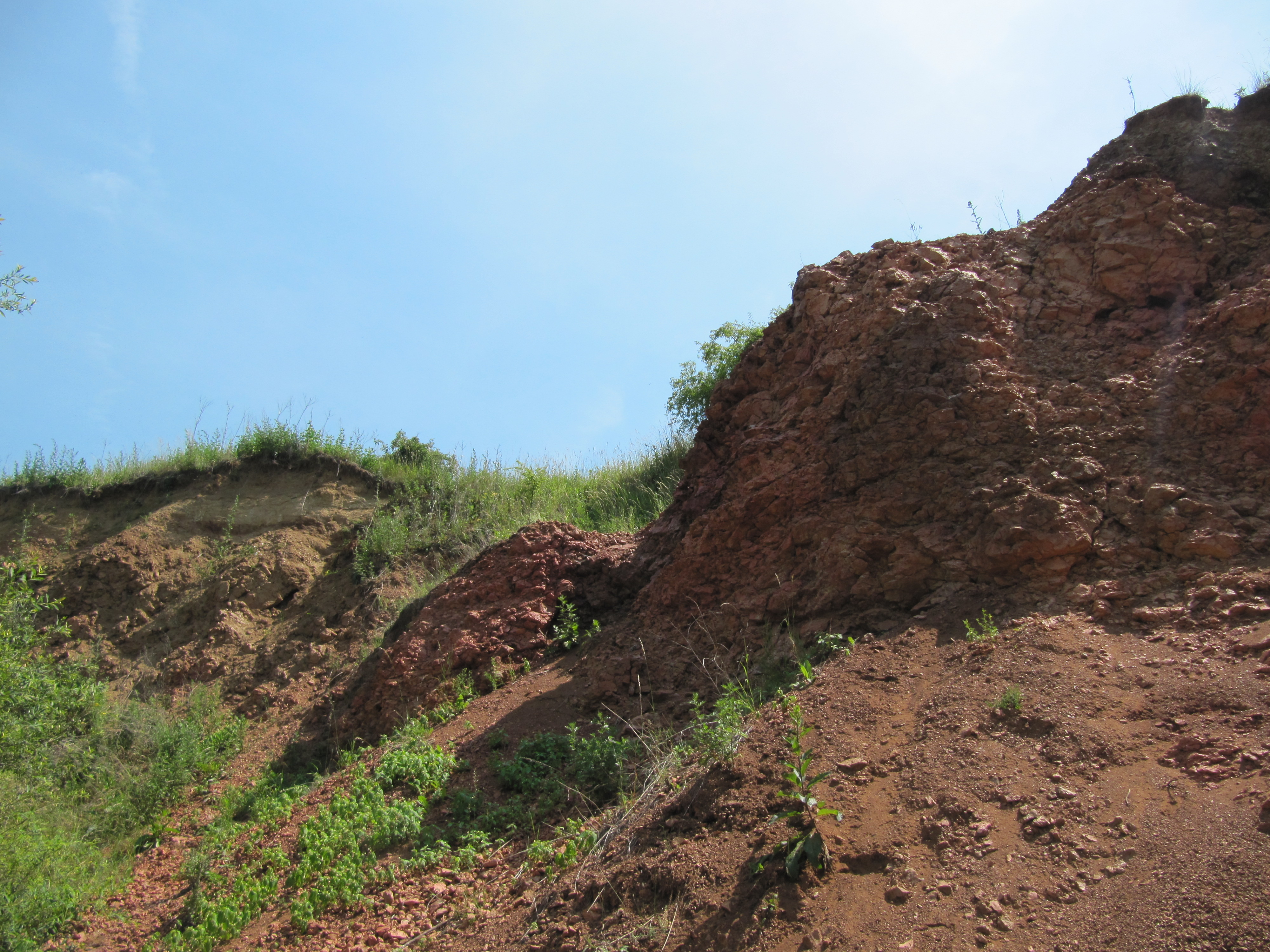
Bývalý porcelanitový lom u Medlovic v Kyjovské pahorkatině